# Taranto Football Club 1992-1993
Questa pagina raccoglie le informazioni riguardanti il Taranto Football Club  nelle competizioni ufficiali della stagione 1992-1993.

## Stagione
Nella stagione 1992-1993 il Taranto disputa il campionato di Serie B, raccoglie 27 punti che sono valsi il penultimo posto in classifica e la retrocessione in Serie C1. La stagione è iniziata con il tecnico Giampiero Vitali, ma come accade spesso nei campionati tribolati, dopo una partenza al rallentatore, senza vittorie, a metà ottobre c'è stato un cambio di allenatore, con Pino Caramanno che ha tentato, senza riuscirci, di far mantenere la categoria al Taranto, così dopo tre stagioni in Serie B si è fatto ritorno in Serie C1. Nella Coppa Italia i rossoblù hanno superato nel primo turno la Lucchese, nel secondo turno sono stati estromessi nel doppio confronto con la Roma. Al termine del campionato, il Taranto non è risultato in regola con i bilanci, sia per quanto riguardava i pagamenti che per i versamenti Irpef. Così il 31 luglio 1993 la Federazione ha decretato la radiazione del Taranto dai campionati professionistici. Nell'agosto del 1993 il nuovo Taranto, creando un altro club, ha ottenuto l'iscrizione al CND, il Campionato Nazionale Dilettanti, per poter disputare la stagione 1993-1994.

## Rosa
| N. |                   | Ruolo | Calciatore            |
| -- | ----------------- | ----- | --------------------- |
|    | Italia (bandiera) | D     | Roberto Amodio        |
|    | Italia (bandiera) | A     | Salvatore Bertuccelli |
|    | Italia (bandiera) | C     | Giancarlo Camolese    |
|    | Italia (bandiera) | C     | Alberto Carta         |
|    | Italia (bandiera) | D     | Alessandro Castagna   |
|    | Italia (bandiera) | D     | Diego Donadon         |
|    | Italia (bandiera) | C     | Giorgio Enzo          |
|    | Italia (bandiera) | C     | Vincenzo Esposito     |
|    | Italia (bandiera) | P     | Massimo Ferraresso    |
|    | Italia (bandiera) | A     | Salvatore Fresta      |
|    | Italia (bandiera) | P     | Ivan Gamberini        |
|    | Italia (bandiera) | C     | Luigi Liguori         |
|    | Italia (bandiera) | A     | Giuseppe Lorenzo      |
|    | Italia (bandiera) | D     | Giuseppe Marino       |
|    | Italia (bandiera) | C     | Andrea Mazzaferro     |

| N. |                   | Ruolo | Calciatore          |
| -- | ----------------- | ----- | ------------------- |
|    | Italia (bandiera) | C     | Marco Merlo         |
|    | Italia (bandiera) | D     | Roberto Monti       |
|    | Italia (bandiera) | D     | Giacomo Murelli     |
|    | Italia (bandiera) | C     | Ciro Muro           |
|    | Italia (bandiera) | A     | Claudio Nitti       |
|    | Italia (bandiera) | C     | Emanuele Pellizzaro |
|    | Italia (bandiera) | D     | Teodoro Piccinno    |
|    | Italia (bandiera) | A     | Andrea Pistella     |
|    | Italia (bandiera) | D     | Pierluigi Prete     |
|    | Italia (bandiera) | D     | Marco Pullo         |
|    | Italia (bandiera) | P     | Ivano Rotoli        |
|    | Italia (bandiera) | P     | Luigi Simoni        |
|    | Italia (bandiera) | C     | Giovanni Soncin     |
|    | Italia (bandiera) | D     | Marco Zaffaroni     |

## Risultati

### Campionato

#### Girone di andata
| Taranto 6 settembre 1992 1ª giornata | Taranto               | 0 – 0 | Pisa | Stadio Erasmo Iacovone\| Arbitro: \| Racalbuto (Gallarate) \| |
| Arbitro:                             | Racalbuto (Gallarate) |       |      |                                                               |

| Arbitro: | Braschi (Prato) |

|             |           |  |
| Picconi 43’ | Marcatori |  |

| Taranto 20 settembre 1992 3ª giornata | Taranto             | 0 – 0 | Verona | Stadio Erasmo Iacovone\| Arbitro: \| Amendolia (Messina) \| |
| Arbitro:                              | Amendolia (Messina) |       |        |                                                             |

| Arbitro: | Rodomonti (Teramo) |

|                                     |           |                    |
| Tovalieri 42’ Loseto 49’ Protti 71’ | Marcatori | 17’ (rig.) Lorenzo |

| Arbitro: | Borriello (Mantova) |

|  |           |                            |
|  | Marcatori | 65’ Napolitano 74’ Balleri |

| Arbitro: | Pellegrino (Barcellona Pozzo di Gotto) |

|                |           |  |
| Delvecchio 79’ | Marcatori |  |

| Arbitro: | Cardona (Milano) |

|                   |           |                                                     |
| Lorenzo 2’ (rig.) | Marcatori | 13’, 17’ Bierhoff 29’ (rig.) Zanoncelli 72’ Troglio |

| Arbitro: | Nicchi (Arezzo) |

|                           |           |                          |
| Bertuccelli 5’ Soncin 39’ | Marcatori | 34’ Accardi 88’ De Falco |

| Arbitro: | Fucci (Salerno) |

|                |           |                          |
| Fiori 25’, 75’ | Marcatori | 51’ Lorenzo 82’ Pistella |

| Arbitro: | Bazzoli (Merano) |

|                         |           |             |
| Giandebiaggi 67’ (aut.) | Marcatori | 87’ Tentoni |

| Arbitro: | Chiesa (Milano) |

|                                  |           |  |
| Piccinno 80’ (aut.) De Vitis 84’ | Marcatori |  |

| Arbitro: | Luci (Firenze) |

|            |           |               |
| Soncin 62’ | Marcatori | 63’ Melchiori |

| Arbitro: | Conocchiari (Macerata) |

|                                  |           |  |
| Incocciati 27’, 89’ Pessotto 84’ | Marcatori |  |

| Arbitro: | Dinelli (Lucca) |

|                               |           |  |
| Paramatti 64’ (aut.) Muro 79’ | Marcatori |  |

| Arbitro: | Borriello (Mantova) |

|              |           |  |
| Rastelli 66’ | Marcatori |  |

| Arbitro: | Beschin (Legnago) |

|                              |           |  |
| Insanguine 19’ F. Caruso 52’ | Marcatori |  |

| Arbitro: | Quartuccio (Torre Annunziata) |

|           |           |  |
| Pullo 13’ | Marcatori |  |

| Monza 10 gennaio 1993 18ª giornata | Monza           | 0 – 0 | Taranto | Stadio Brianteo\| Arbitro: \| Dinelli (Lucca) \| |
| Arbitro:                           | Dinelli (Lucca) |       |         |                                                  |

| Arbitro: | Braschi (Prato) |

|  |           |                                |
|  | Marcatori | 49’, 73’ Lerda 62’ Lantignotti |

#### Girone di ritorno
| Arbitro: | Stafoggia (Pesaro) |

|             |           |                 |
| Rotella 61’ | Marcatori | 86’ Bertuccelli |

| Taranto 31 gennaio 1993 21ª giornata | Taranto         | 0 – 0 | Modena | Stadio Erasmo Iacovone\| Arbitro: \| Cesari (Genova) \| |
| Arbitro:                             | Cesari (Genova) |       |        |                                                         |

| Arbitro: | Merlino (Torre del Greco) |

|                    |           |  |
| F. Giampaolo 45+1’ | Marcatori |  |

| Taranto 21 febbraio 1993 23ª giornata | Taranto         | 0 – 0 | Bari | Stadio Erasmo Iacovone\| Arbitro: \| Nicchi (Arezzo) \| |
| Arbitro:                              | Nicchi (Arezzo) |       |      |                                                         |

| Arbitro: | Boggi (Salerno) |

|                 |           |                    |
| Fabris 39’, 56’ | Marcatori | 23’ (aut.) De Rosa |

| Arbitro: | Pellegrino (Barcellona Pozzo di Gotto) |

|                 |           |             |
| Muro 78’ (rig.) | Marcatori | 10’ Bonaldi |

| Arbitro: | Collina (Viareggio) |

|                   |           |          |
| Bierhoff 48’, 58’ | Marcatori | 78’ Muro |

| Arbitro: | Bolognino (Milano) |

|             |           |  |
| Parlato 83’ | Marcatori |  |

| Arbitro: | Fucci (Salerno) |

|                 |           |             |
| Bertuccelli 85’ | Marcatori | 54’ Carillo |

| Arbitro: | Brignoccoli (Ancona) |

|                                            |           |                                 |
| Tentoni 13’, 22’ Gualco 79’ Lombardini 92’ | Marcatori | 56’ (aut.) Verdelli 62’ Lorenzo |

| Arbitro: | Conocchiari (Macerata) |

|  |           |              |
|  | Marcatori | 15’ De Vitis |

| Arbitro: | Pellegrino (Barcellona Pozzo di Gotto) |

|                       |           |                 |
| Scarchilli 53’ (rig.) | Marcatori | 14’ Bertuccelli |

| Arbitro: | Chiesa (Milano) |

|                               |           |                        |
| Soncin 36’ Muro 74’ Prete 92’ | Marcatori | 9’ Baroni 81’ Barbieri |

| Arbitro: | Quartuccio (Torre Annunziata) |

|              |           |                          |
| Olivares 17’ | Marcatori | 7’ Mazzaferro 44’ Soncin |

| Arbitro: | Cardona (Milano) |

|                 |           |                       |
| Bertuccelli 13’ | Marcatori | 64’ (aut.) Mazzaferro |

| Arbitro: | Cesari (Genova) |

|                           |           |                             |
| Soncin 3’ Muro 32’ (rig.) | Marcatori | 66’ Petrachi 85’ Insanguine |

| Arbitro: | Arena (Ercolano) |

|                                   |           |  |
| Gabrieli 25’ Galderisi 85’ (rig.) | Marcatori |  |

| Arbitro: | Quartuccio (Torre Annunziata) |

|                 |           |  |
| Muro 74’ (rig.) | Marcatori |  |

| Arbitro: | Dinelli (Lucca) |

|  |           |                          |
|  | Marcatori | 41’ Lorenzo 90’ Esposito |

## Coppa Italia
| Arbitro: | Bolognino (Milano) |

|                         |           |              |
| Prete 50’ Zaffaroni 55’ | Marcatori | 19’ Pistella |

| Arbitro: | Trentalange (Torino) |

|                                                              |           |             |
| Mihajlovic 3’ Giannini 45’ S. Benedetti 61’ A. Carnevale 88’ | Marcatori | 21’ Lorenzo |

| Arbitro: | Arena (Ercolano) |

|            |           |                                         |
| Soncin 45’ | Marcatori | 36’ Caniggia 53’ Mihajlovic 90’ Salsano |